# The House That Built Me
«The House That Built Me» —en español: «La casa que me construyó»— es una canción escrito por Tom Douglas y Allen Shamblin, y grabada por la cantante de música country Miranda Lambert. Blake Shelton fue programado originalmente para grabar la canción cuando Lambert lo oyó, inmediatamente quería grabar por sí misma. Fue lanzado en marzo de 2010 como el tercer sencillo de su tercer álbum de estudio, Revolution. Es la de más rápido crecimiento individual de su carrera, alcanzando el Top 20 en su octava semana. En la semana la lista de 12 de junio de 2010, la canción se convirtió en primer hit número uno de Lambert en el lista Billboard Hot Country Songs de Estados Unidos, y mantuvo su lugar en la parte superior por cuatro semanas consecutivas. Además, fue su segundo sencillo para recibir una certificación de platino por la RIAA el 31 de enero de 2011.
Lambert interpretó la canción durante Academy of Country Music Awards el 18 de abril de 2010, y recibió una ovación de pie. En los Premios Grammy el 13 de febrero de 2011, ganó un Grammy por Mejor Interpretación Vocal Femenina Country para «The House That Built Me».
El cantante Cledus T. Judd publicó una parodia de «The House That Built Me», titulado «The House That Broke Me» en su álbum de 2012, Parodyziac!!

## Video musical
El video musical, que fue dirigido por Trey Fanjoy, se estrenó el CMT, el 8 de abril de 2010. En el video, recorrido en autobús de Lambert detiene en su casa de la infancia, y ella se acerca a la puerta principal para preguntar si podía venir dentro de la casa, ella se pasea por las distintas salas, mientras que los flashbacks documentales de su familia y de sí misma como un niño en una casa que parece casi idéntica a la que en el video, se mezclan largo del video, Lambert se muestra tocando con su guitarra acústica, sentado en el suelo en uno de los dormitorios. Algunas de las imágenes utilizadas para los flashbacks se compone de vídeos domésticos de Lambert. El video fue filmado en una casa a las afueras de Nashville.
Lambert dijo a The Boot que el concepto del video fue claro: «Este fue uno de esos videos que había que ser muy obvio ... [El director] encontraron una casa que se parecía mucho a la casa donde crecí No hay drama en el video. simplemente es lo que es. representa la canción en una gran manera».

## Rendimiento en las listas
«The House That Built Me» debutó en el número 51 en la lista Billboard Hot Country Songs de Estados Unidos para la semana del 6 de marzo de 2010. También debutó en el número 98 en Billboard Hot 100 de Estados Unidos para la semana del 10 de abril de 2010 y en el número 91 en la lista de Canadian Hot 100 para la semana del 1 de mayo de 2010; en general, se ha convertido en su sencillo más exitoso en estos dos apartados. Es más rápido crecimiento individual de Lambert a la fecha, y para la semana la lista de 12 de junio de 2010, la canción se convirtió en su primer hit número uno en la lista Billboard Hot Country Songs de Estados Unidos. Ha vendido más de 2 millones de copias en Estados Unidos a partir de abril de 2014.
| Listas (2010)                      | Mejor posición |
| ---------------------------------- | -------------- |
| Estados Unidos (Hot Country Songs) | 1              |
| Estados Unidos (Billboard Hot 100) | 28             |
| Canadá (Canadian Hot 100)          | 52             |

| Listas (2010)                              | Mejor posición |
| ------------------------------------------ | -------------- |
| Estados Unidos Billboard Hot 100           | 91             |
| Estados Unidos Billboard Hot Country Songs | 11             |